# Hôtel de ville de La Roche-Guyon
L'hôtel de ville de La Roche-Guyon, une commune du département du Val-d'Oise dans la région française d'Île-de-France, a été construit de 1846 à 1847. Depuis 1946, l'hôtel de ville avec la halle sont inscrits sur la liste des monuments architecturaux de France au titre des monuments historiques.

## Description
La mairie de La Roche-Guyon est un rare exemple de l'union de la mairie et de la halle dans un même bâtiment. Tout le rez-de-chaussée du bâtiment se compose d'un hall ouvert et au-dessus se trouve un étage pour l'administration de la communauté. Le bâtiment est soutenu par des arcades voûtées.